# Seriola dumerili
Seriola dumerili, vulgarmente conhecido como lírio (não confundir com as espécies Seriola rivoliana e Trichiurus lepturus, que consigo partilham este nome comum) ou írio,  é uma espécie de peixe pelágico perciforme pertencente à família Carangidae.
Em diversas zonas do Mundo é hoje um peixe comercialmente importante e popular na pesca desportiva.
A primeira descrição científica da espécie é do naturalista francês Risso, tendo sido descrita no ano de 1810 como Caranx dumerili, na localidade de Nice, França. Na nomenclatura científica, o género corresponde ao nome italiano da espécie, com o restritivo específico a ser um patronímico taxonómico. O homenageado não foi oficialmente identificado mas será o herpetologista e ictiologista Francês André Marie Constant Duméril (1774–1860).

## Nomes comuns
Dá ainda pelos seguintes nomes comuns: charuteiro e charuteiro-catarino.

## Descrição
É um predador que apresenta um corpo alongado, com uma linha lateral sem escudetes. A altura do início da segunda barbatana dorsal é idêntica ao comprimento da peitoral. Apresenta pedúnculo caudal com sulco superior e inferior. A sua coloração dorsal é amarela-esverdeada nos juvenis e azulada ou olivácea nos adultos, sendo prateada a branca na face ventral. Apresentam uma barra nucal escura que se estende do nariz até à primeira barbatana dorsal, podendo ficar mais definida quando o individuo está excitado ou a alimentar-se.
Geralmente apresentam um tamanho na ordem dos 100 cm, com o maior individuo registado a ter 190 cm. O peso dos adultos é geralmente 18 kg, podendo atingir 90.7 kg

## Distribuição
Tem uma distribuição alargada em zonas tropicais e subtropicais (45°N–28°S) do Atlântico e Indo Pacifico. No Atlântico Oeste está presente desde a Nova Escócia, no Canadá, até ao Brasil. No Atlântico Este pode ocasionalmente ser observado nas ilhas Britânicas, sendo mais comum do Golfo da Biscaia até Marrocos, estando presente no Mar Mediterrâneo. Na costa Africana, a sua distribuição não é clara uma vez que observações passadas poderiam ter sido de Seriola carpenteri, uma espécie próxima. Está ainda presente na África do Sul, Golfo Pérsico, Austrália, Japão e Havai.  
Em Portugal, é observável e há registos de capturas por pesca ao largo do continente, Madeira e Açores.

## Biologia

### Longevidade
Esta é uma espécie com uma elevada longevidade, sendo a idade máxima reportada de 15 anos, mas estima-se que se encontre entre os 10 e 17 anos. As fêmeas, normalmente, apresentam maior longevidade que os machos.

### Comportamento
Os exemplares desta espécie são pelágicos e epibentónicos e podem ser encontrados em pequenos cardumes ou solitários. Na sua fase juvenil são muitas vezes associados a objetos flutuantes, como plantas (Sargassum) ou detritos. Na fase adulta são maioritariamente solitários e normalmente estão associados a montes submarinos, fundos rochosos ou a estruturas artificiais como plataformas petrolíferas, naufrágios ou boias.

### Alimentação
É uma espécie oportunista e a sua alimentação é variada e depende do seu tamanho. Até aos 20 cm, aproximadamente, alimentam-se maioritariamente de zooplâncton e nécton. A partir deste tamanho adquirem uma dieta principalmente piscívora e quando adultos alimentam-se de peixes pelágicos, cefalópodes e outros invertebrados.

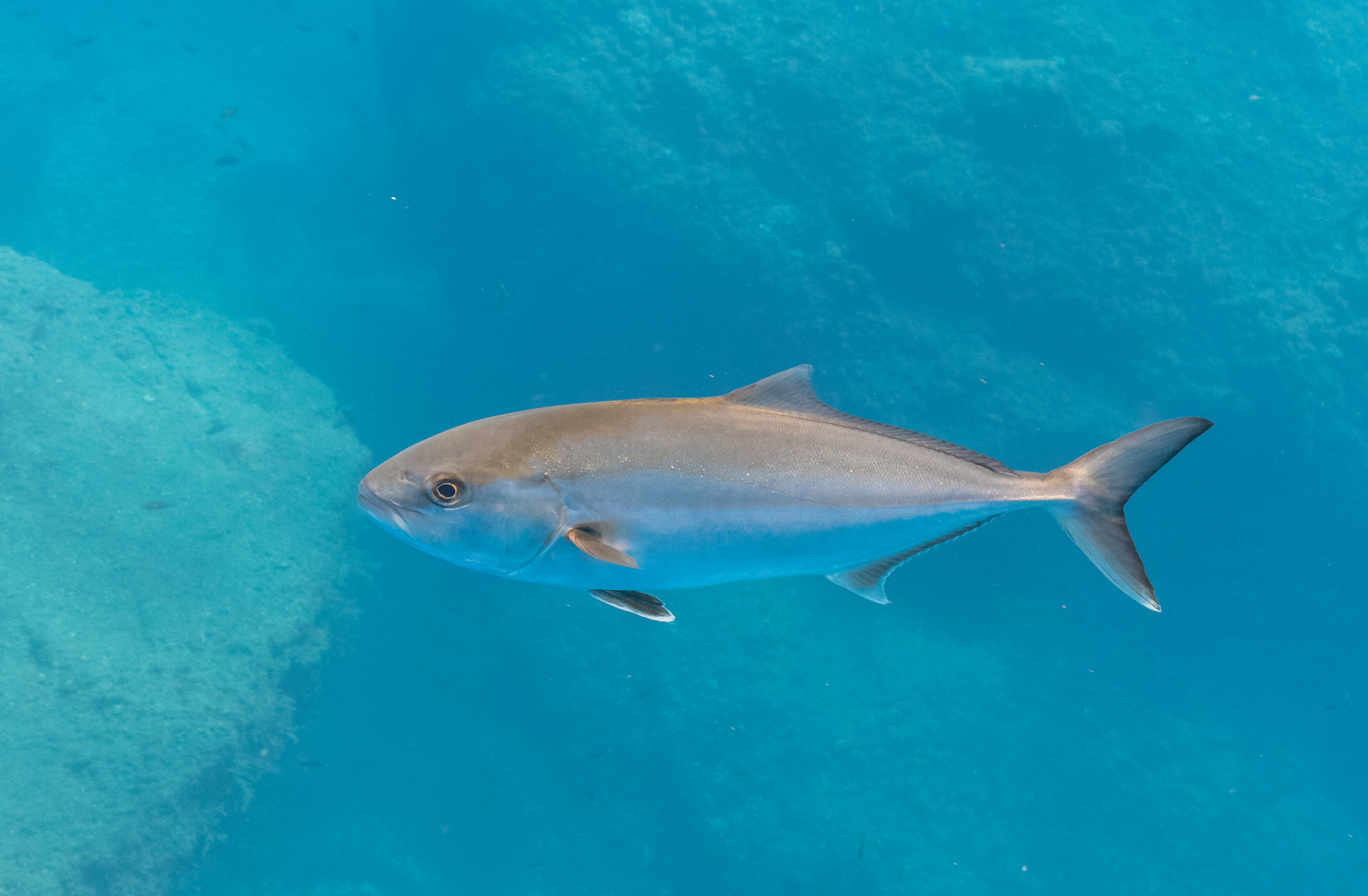
Seriola dumerili, Madeira, Portugal

### Reprodução
É uma espécie gonocórica, ou seja, os dois sexos existem em separado, mas não existe dimorfismo sexual entre os dois. A diferenciação sexual ocorre entre os 24 e 26 cm de comprimento, o que corresponde entre 4 a 5 meses. Já a maturidade sexual é atingida por volta dos 3 anos (80 cm) para os machos e 4 anos (83cm) para as fêmeas. A época de reprodução ocorre em áreas junto à costa durante a primavera e verão e pode variar nos meses consoante o local de desova: no Mediterrâneo ocorre entre maio e julho, no Atlântico Oeste ocorre entre março e maio, no Atlântico Este de abril a setembro e no Pacífico de fevereiro a junho. As fêmeas possuem ovários síncronos e pelo menos dois grupos de oócitos em estados de desenvolvimento diferentes o que faz com que ocorram diversas posturas na mesma época de reprodução. A fecundidade é elevada, cada fêmea pode produzir entre 18 e 59 milhões de ovos, consoante o stock a que pertencem. No Atlântico, cada fêmea, produz entre 15 e 50 milhões de ovos, no Mediterrâneo entre 4 a 9 milhões e no Pacífico entre 1 a 4 milhões. Os ovos são pelágicos e apresentam cerca de 1.1 a 1.9mm de diâmetro e o desenvolvimento embrionário, a 23ºC, acontece em 40 horas e o desenvolvimento larvar entre 31 a 36 dias.

## Uso Humano

### Pesca
São alvo de  pesca comercial mas as pescarias são de pequena escala e muitas vezes artesanais. A informação não está muito acessível  porque muitas capturas não são reportadas ou porque são transmitidas em conjunto com outras espécies similares. Para além da pesca comercial são também alvo de pesca desportiva e pesca recreativa.
Associado ao consumo deste peixe estão relatos de intoxicação por ciguatera, devido à bioacumulação da ciguatoxina, que pode causar sintomas gastrointestinais, neurológicos ou cardíacos. Além da Além da Doença de Haff, sendo os principais produtores desta zona a Espanha, Malta e Croácia. Esta espécie apresenta uma rápida taxa de crescimento e como tal um grande potencial para ser produzido em aquacultura . A sua carne tem vindo a ser aceite mundialmente. Na Ásia é apreciada para sushi e sashimi, e o seu valor de mercado é elevado, entre 8 - 16 €/kg, na Europa e no Japão pode chegar aos 20 - 30 $/kg (16 - 24 €).
No Japão a produção nas maternidades não é suficientes para satisfazer as necessidades do mercado e as larvas são de baixa qualidade, podendo apresentar deformações, e por isso a produção consiste maioritariamente na engorda de juvenis capturados no meio selvagem ou importados de outros países. Nos países do Mediterrâneo a produção também  começou desta forma, na engorda de juvenis capturados no meio selvagem.
Tal como em muitos outros cultivos, a produção de juvenis tem sido o maior entrave ao desenvolvimento deste produção. Recentemente têm sido feitos progressos em técnicas de reprodução, natural e hormonal, permitindo desenvolvimentos na produção de juvenis em maternidades.

## Portugal

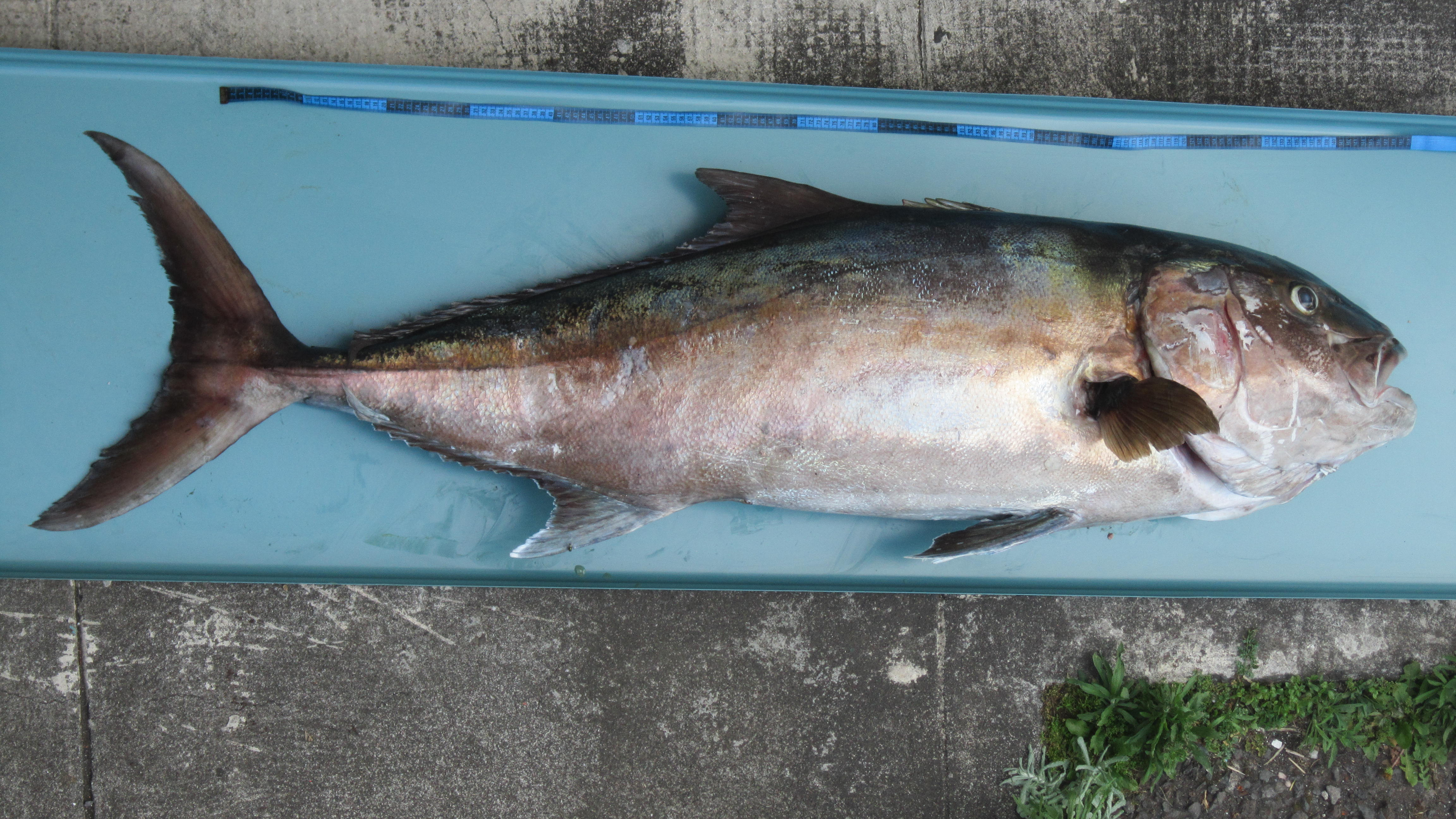
Exemplar com 168,7 cm e 48,36 kg, amostrado no ano de 2018 por profissionais do DOP na Ilha do Faial. Identificado através da contagem das branquispinhas (13), S. dumerili tem tipicamente de 11 a 19.

### Portugal Continental
Existem registos da espécie ao largo de Portugal Continental, nomeadamente no Banco de Gorringe, complexo de montes submarinos a 120 milhas da costa, onde indivíduos de grande tamanho foram observados.
Em Portugal Continental a denominação comercial autorizada de qualquer espécie de Seriola é charuteiro.

### Açores
A realidade insular dos Açores torna comum na região a presença de espécies pelágicas, sendo os avistamentos de cardumes de lírios durante a prática de mergulho um atractivo turístico das ilhas.
Existe exploração de aquacultura offshore da espécie, ao largo da Ribeira Quente na ilha de São Miguel, tendo a comercialização do produto iniciado no ano 2020.
Em termos de pescaria, as principais artes com as quais são capturados são linhas de mão e anzóis, palangre de deriva e corrico com isco vivo. Durante o ano de 2020 foram comercializados nas lotas Açoreanas 38 510 kg deste peixe, traduzidos em 235 633,26 €, sendo o preço médio de 6,12 €/kg.

### Madeira
A observação de Seriola dumerili é possível em algumas das áreas marinhas protegidas da região.
Na Madeira iniciou-se a produção de lírios em regime intensivo em offshore, utilizando jangadas flutuantes, onde são alimentados à base de rações desenvolvidas de acordo com os requisitos da espécie. A produção de juvenis desta, e de outras espécies, em aquacultura, permite reduzir os custos de aquisição dos mesmos e a dependência do ambiente selvagem, evitando a introdução de doenças que daí possam provir. Estudos científicos estão a ser realizados nesse âmbito.
No ano de 2008, nas Ilhas Selvagens, registou-se o primeiro caso de intoxicação por ciguatera em humanos causado por pescado da Zona Económica Exclusiva da Madeira, tendo em 2009 sido capturado um exemplar de Seriola dumerili que testou positivo para a presença da ciguatoxina. Investigadores consideram o género Seriola como aquele em que incide a suspeita de maior risco no Arquipélago da Madeira.